# Weikersmühle
Weikersmühle ist Ortsteil des Marktes Floß im Bezirk Oberpfalz im Landkreis Neustadt an der Waldnaab.

## Geographische Lage
Die Einöde Weikersmühle liegt am östlichen Ortsausgang von Floß an der Staatsstraße 2395 auf dem Südufer der Floß.

## Geschichte

### 13. bis 16. Jahrhundert
Weikersmühle (auch: Wildenmuel, Wildenmül, Weickersmul, Weyckersmül) wurde im niederbayerischen Salbuch aufgeführt.
Dieses Salbuch stammt aus der Zeit zwischen 1269 und 1320.
In diesem Verzeichnis wurden folgende zu Floß gehörigen Ortschaften genannt:
Bergnetsreuth, Boxdorf, Diepoltsreuth, Ellenbach, Gösen, Grafenreuth, Hardt, Haupertsreuth, Kalmreuth, Niedernfloß, Oberndorf, Pauschendorf, Ritzlersreuth, Schlattein, Schönberg, Weikersmühle, Welsenhof, Würnreuth, Würzelbrunn.
Weikersmühle wurde auch im Böhmischen Salbüchlein genannt.
Das Böhmische Salbüchlein enthielt Aufzeichnungen aus der Zeit von 1366 bis 1373 für alle Ortschaften, die im oben zitierten niederbayerischen Salbuch genannt wurden und zusätzlich Plankenhammer als hamer zu Mekenhofen.
Im Steuerbuch von 1541 wurde die Weikersmühle genannt mit der Mühle mit einem Amtsuntertan, 1 Pferd, 6 Ochsen und Kühen, 3 Jungrindern, 1 Schwein.
In einem Verzeichnis der Mannschaften um das Jahr 1559 wurden die folgenden zu Floß gehörigen Ortschaften aufgeführt:
Bergnetsreuth, Boxdorf, Diebersreuth, Diepoltsreuth, Ellenbach, Fehrsdorf, Gailertsreuth, Gösen, Grafenreuth, Hardt, Haupertsreuth, Höfen, Konradsreuth, Meierhof, Niedernfloß, Oberndorf, Pauschendorf, Plankenhammer, Ritzlersreuth, Schnepfenhof, Schönberg, Steinfrankenreuth, Weikersmühle, Welsenhof, Wilkershof, Würnreuth, Würzelbrunn.
Für Weikersmühle wurde eine Mannschaft verzeichnet: Weyckers Mülner.

### 17. Jahrhundert
Während des Dreißigjährigen Krieges zogen in den Jahren 1620 und 1621 die Mansfeldischen Soldaten durch Weikersmühle.
Dabei raubten sie den Bauern 12 Schafe und 2 Lämmer.
Eine Schadensaufstellung für Weikersmühle aus dem Jahr 1621 ergab einen Schaden von insgesamt 13 Gulden.
Im Hof der Friedrichsburg in Vohenstrauß fand 1650 die Erbhuldigung gegenüber Pfalzgraf von Pfalz-Sulzbach Christian August statt.
Weikersmühle erscheint auf der Huldigungsliste mit einem Hofbesitzer: Caspar Fuchs.
Im Jahr 1652 wurde Weikersmühle beschrieben mit einer Mühle mit 2 Mahlgängen und einer Schneidsäge.
Seine Einwohner zu dieser Zeit waren 1 Ehepaar mit 3 unmündigen Kindern und 2 erwachsenen Kindern.
Das Vieh bestand aus 2 Ochsen, 3 Kühen, 9 Jungrindern, 4 Schweinen.

### 18. Jahrhundert bis Gegenwart
Eine Beschreibung des Fürstlichen Pflegamtes Floßerbürg aus dem Jahr 1704 verzeichnete für
Weikersmühle 1 Mannschaft, 1 Häusel.
In einer historisch-statistischen Beschreibung des Pflegamtes Floß von 1794 wurden aufgeführt für
Weikersmühle 1 Müller, insgesamt 7 Einwohner.
Um 1800 hatte Weikersmühle 1 Häuser und 7 Einwohner.
Weikersmühle gehörte zum Anfang des 19. Jahrhunderts gegründeten Steuerdistrikt Gösen, der gleichzeitig Ruralgemeinde war.
Zum Steuerdistrikt Gösen gehörten außer Gösen noch das Dorf Konradtsreuth, der Weiler Plankenhammer und die Einöde Weikersmühle.
Der Steuerdistrikt Gösen hatte insgesamt 176 Einwohner und 24 Wohngebäude.
Die Ortschaft Weikersmühle hatte 1817 7 Einwohner und 1 Wohngebäude, 1861 16 Einwohner und 1961 11 Einwohner und 2 Wohngebäude.
Am 1. Januar 1972 wurde die Gemeinde Gösen und damit Weikersmühle in den Markt Floß eingegliedert.

## Tourismus und Sehenswürdigkeiten
Die Weikersmühle mit Wohngebäude, Mühlgebäude, Nebengebäuden und Backofen steht unter Denkmalschutz.
Gegenüber der Weikersmühle befindet sich der Jüdische Friedhof von Floß mit dem ältesten Grabstein von 1692.
Auch dieser Friedhof steht unter Denkmalschutz.